# Benjamin Didier-Urbaniak
Benjamin Didier-Urbaniak (ur. 3 lutego 2001 w Warszawie) – polski koszykarz występujący na pozycjach rzucającego obrońcy lub niskiego skrzydłowego, od 2023 zawodnik SKS-u Fulimpex Starogard Gdański.
30 czerwca 2020 został zawodnikiem Akademii Koszykówki Legii Warszawa. 4 sierpnia 2023 dołączył do SKS-u Fulimpex Starogard Gdański.

## Osiągnięcia
Stan na 4 grudnia 2023.

### Drużynowe
Seniorskie
- Wicemistrz Polski (2022)[3]
- Uczestnik rozgrywek FIBA Europe Cup (2021/2022)

Młodzieżowe
- Wicemistrz Polski:
  - juniorów starszych (2020)[1]
  - juniorów (2019)[4][1]
- Brązowy medalista mistrzostw Polski:
  - kadetów (2017)[1]
  - młodzików (2015)[1]

### Indywidualne
- Zaliczony do I składu mistrzostw Polski juniorów (2019)[4]

### Reprezentacja
- Wicemistrz Europy U–18 dywizji B (2019)[5]
- Uczestnik FIBA Youth European Challenger (2021)[6]